# 山下源太郎
山下 源太郎（やました げんたろう、1863年8月26日（文久3年7月30日） - 1931年（昭和6年）2月18日）は、明治・大正期の日本の海軍軍人、華族。海軍大将正二位勲一等功三級男爵。日露戦争時の軍令部作戦班長（のちの作戦部長）、連合艦隊司令長官、軍令部長などを歴任した。

## 経歴
米沢藩士・山下新右衛門（禄高：25石）の次男。藩校興譲館、その後身の私立米沢中学校を経て明治12年（1879年）海軍兵学校に入校。明治15年（1882年）「龍驤」に乗り込み遠洋航海に参加した。翌年海軍兵学校を4位の成績で卒業（10期）。同期に首席の加藤定吉大将、17位の名和又八郎大将がいる。
帰国後は「浅間」で砲術訓練を積み、兵学校修学課程で学問を深め、明治19年（1886年）の長浦水雷営勤務から現場に出た。以後、明治22年（1889年）まで「迅鯨」乗組 、「扶桑」分隊士、「海門」「愛宕」「高千穂」で分隊長・航海長を歴任した。
明治22年（1889年）9月、兵学校の砲術教官と生徒分隊長を兼任し、教育者としての第一歩を踏み出した。2年ほど教育にいそしんだ後は、「比叡」砲術長、「海門」分隊長、「武蔵」航海長、横須賀鎮守府望楼監督官、「金剛」「秋津洲」砲術長と、水雷以外の全分野の指揮を執った。
明治29年（1896年）4月より初めて軍令部に関わり、防御計画と諜報を担当する第2局に属した。このため年末から2年間イギリスに渡り、イギリス海軍の研究を進めた。
帰国後、明治32年（1899年）8月に「和泉」「笠置」の副長を歴任したが、「笠置」副長時代の明治33年（1900年）7月に、義和団の乱鎮圧のため列強が中国に派兵をすることになり、「笠置」は増援部隊として陸戦隊を派遣することになった。ここで山下は天津駐在の海軍陸戦隊を統括する総指揮官に任ぜられた。

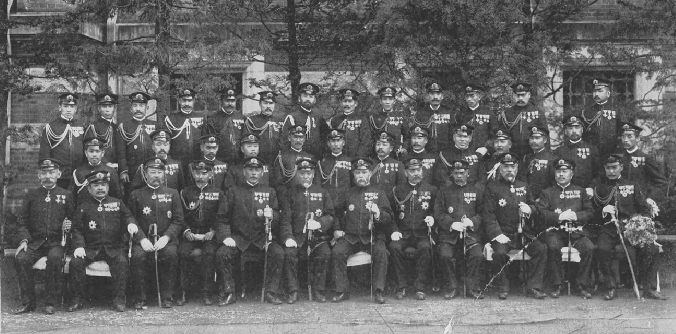
日露戦争凱旋式当日の海軍首脳 左4人目から順に
伊集院五郎、上村彦之丞、東郷平八郎、山本権兵衛、伊東祐亨、片岡七郎、出羽重遠、斎藤実、山下源太郎、中列左6人目加藤友三郎

明治34年（1901年）1月に帰国し、作戦を担当する軍令部第1局のメンバーに加えられた。山下は外務省や陸軍の対露早期開戦派の集まりである湖月会の一員であった。明治36年（1903年）9月26日に大佐へ昇進すると、年末に作戦班長（のちの作戦部長）へ昇格した。この時既に、日露戦争に対する臨戦態勢を整えつつあり、山下は対露作戦立案の中心的役割を負うことになる。特に、呉淞出航後に消息不明になったバルチック艦隊が、どのルートを通過して日本海に進入するかさまざまな憶測が飛び交った際には、対馬海峡通過の可能性を示唆し、津軽海峡に移動しようとする連合艦隊に自重を呼びかけている。結果的に山下の読みは当たり、日本海海戦の完勝に貢献した。
戦後、明治39年（1906年）2月から「磐手」艦長、第1艦隊参謀長（41年10月から1ヶ月間、連合艦隊を臨時編制したため連合艦隊参謀長を兼任）、佐世保鎮守府参謀長と現場の第一線で要職を歴任。明治42年（1909年）3月から7月まで武装研究を推進する艦政本部第1部長を務めたのち、役職を持たない待命・休職の身になった。
翌明治43年（1910年）3月、再び軍令部作戦班長に任じられたのち、12月1日に海軍兵学校長に転じた。謹厳実直、かつ厳格な気質だったが、休日には生徒を校長官舎に招き、握り飯でもてなした。生徒たち24組の縁談を取り持った名仲人でもある。大正3年（1914年）3月に海軍軍令部次長に転じるまでの4年間、兵学校長を勤め上げた。生徒たちは大将までは昇進できなかった（伊藤整一・高木武雄・遠藤喜一・山縣正郷は戦死後に大将昇進）ものの、太平洋戦争時は中将・少将として指揮官を務めた。この間、大正元年（1912年）12月に山下は中将へ昇進した。
しかし私生活では不幸にも見舞われた。軍令部次長を経て大正4年（1915年）8月に佐世保鎮守府司令長官に転じたが、10歳の息子が下校中、将校に刺殺される事件が起きた。40過ぎにようやく授かった男子を奪われた山下は刺殺現場の土地を購入し、慰霊碑建立を願い市に寄贈した。失意の山下は1年半の任期を終えて、大正6年（1917年）12月1日より第1艦隊司令長官に転じた。第1艦隊司令長官は2年間勤め、2度にわたって編制された連合艦隊の司令長官も兼任している。大正7年（1918年）7月2日、山下は同期の加藤・名和と同時に大将へ昇進した。無事に第1艦隊長官を勤め上げ、大正8年（1919年）12月1日に軍事参議官へ退いた。
山下はたびたび待命・休職を繰り返して出世には無頓着で、第1艦隊長官を最後に表舞台を去るかと思われたが、6年もの長きにわたって軍令部長を務めてきた島村速雄大将が引退したため、大正9年（1920年）12月1日、山下が後継の軍令部長に任じられた。山下は長らく軍令部や現場でアメリカを仮想敵とした作戦の研究を進めてきた。山下は軍令部長に就任するや、漸減邀撃作戦の具現化を推進した。
しかし、山下の思惑に反して、海軍省・政府はワシントン軍縮条約を批准し、八八艦隊の撤回と軍縮の推進へと舵を切った。山下個人としては納得しがたい決定ではあったが、政府の方針を遵守することを公約した。客人が「廃棄予定艦は米英の目に付かない入江に隠して保有しておきましょう」と冗談半分に山下に告げると「海軍軍人たるもの、姑息な真似は断じてできぬ」と一喝したエピソードが広く知られている。条約反対派が結集する軍令部の中で、山下は潜水艦・航空を含む次善策に着目させ、艦隊決戦一本槍だった漸減邀撃作戦を立体的に進化させることに成功した。
大正14年（1925年）4月に軍令部長を降り、再び軍事参議官に戻った。定年まで現役に留まり、昭和3年（1928年）7月1日に後備役に編入された。長い現役生活に報いるべく、昭和天皇は山下に男爵位を贈り、はなむけとした。引退から3年後、昭和6年（1931年）2月18日に死去。正二位を贈られた。

## 親族関係

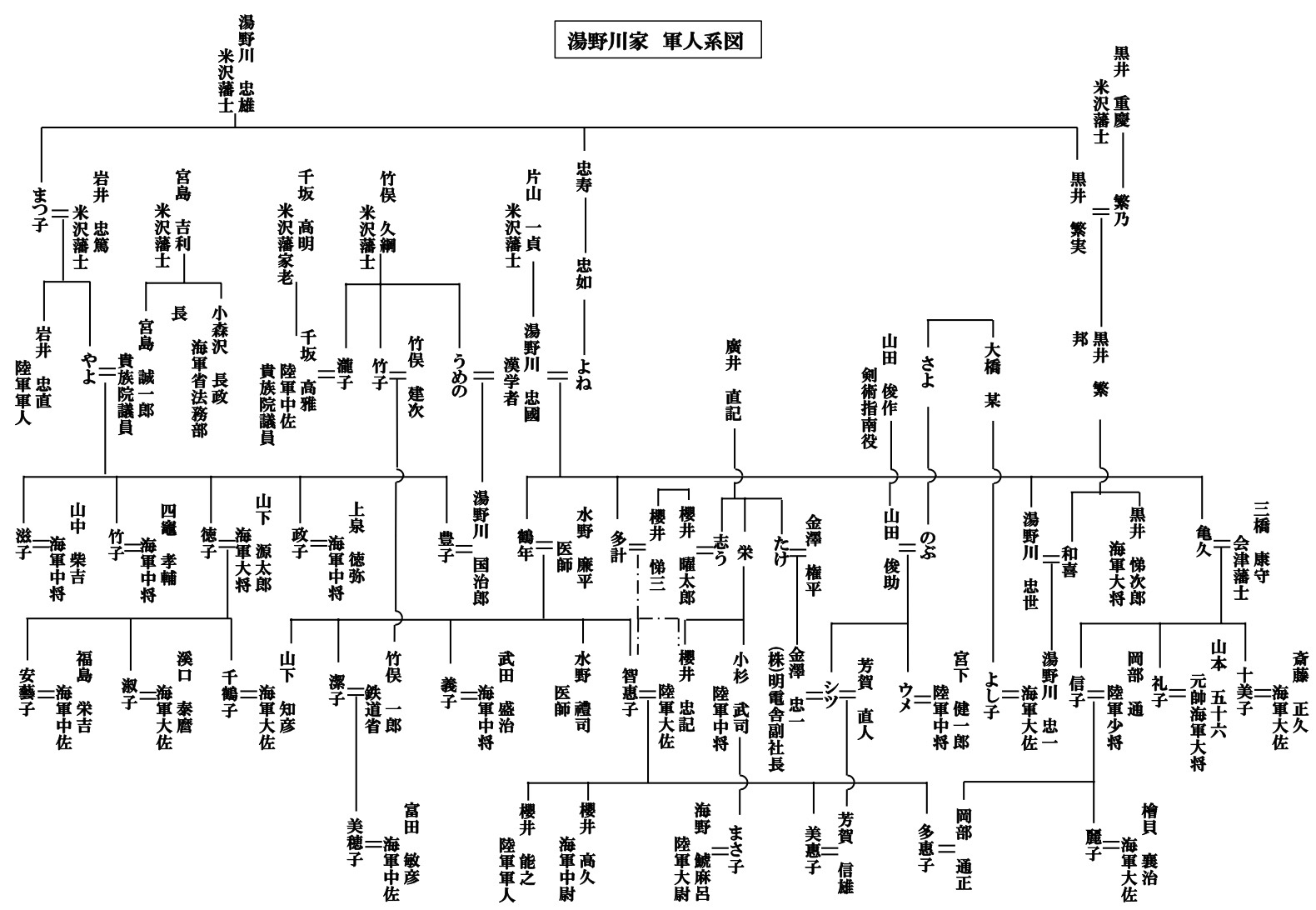
山下源太郎，黒井悌次郎，山本五十六　周辺の系図

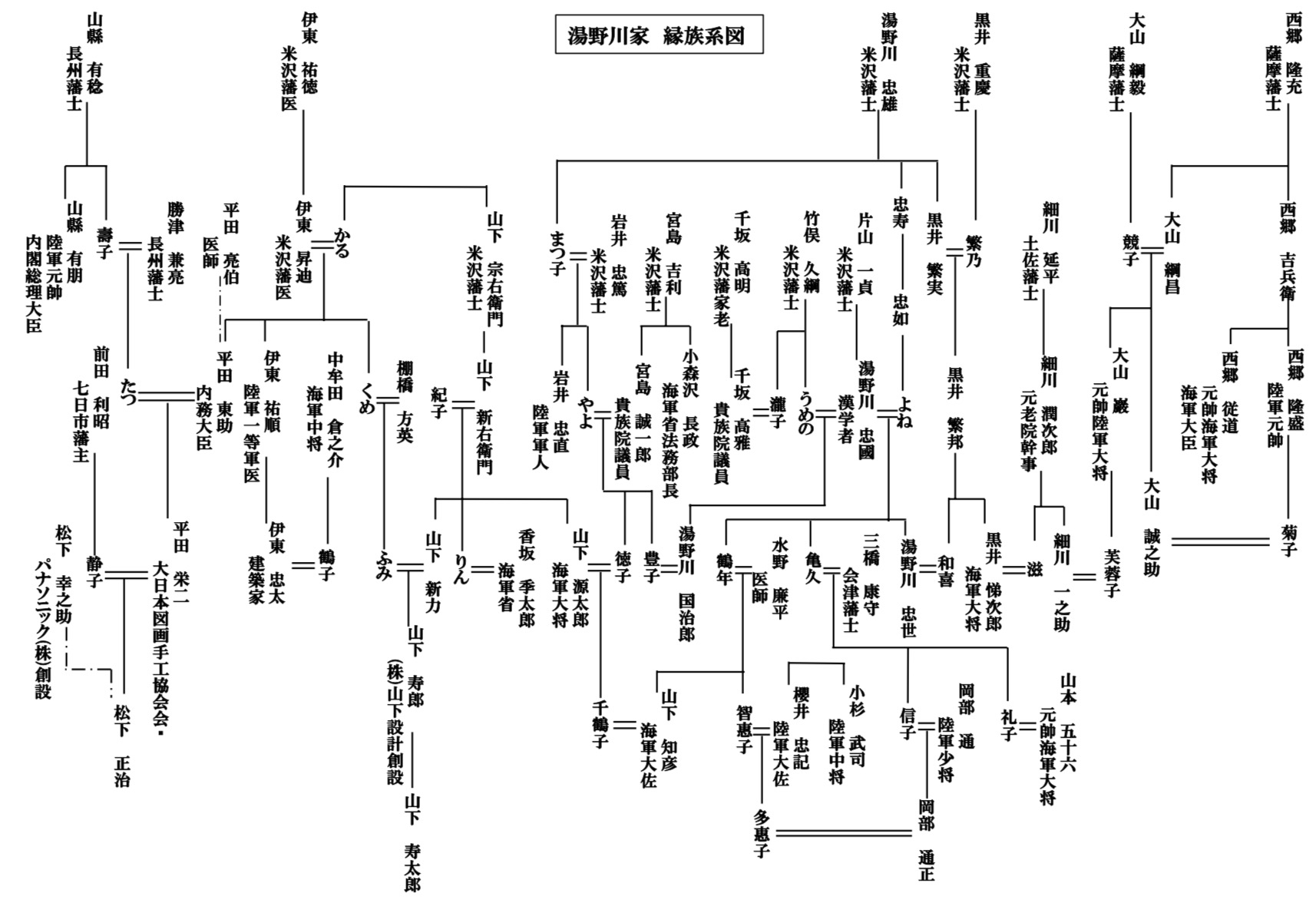
山下家，湯野川家，黒井家　周辺の系図

妻は宮島誠一郎の三女徳子。宮島の弟の小森沢長政は山下の海兵入校時の保証人であり、また宮島の長女は上泉徳弥に、四女は山中柴吉に、五女は四竈孝輔にそれぞれ嫁ぎ、彼ら三人は山下の相婿である。山下は山下知彦（旧姓水野、海兵40期）を養子としたが、この知彦の従妹が山本五十六夫人となる三橋礼子である。礼子の父は会津藩士、母は米沢藩士の娘であり、知彦の母と礼子の母が姉妹であった。山下知彦は艦隊派の一人で二・二六事件後に危険視され予備役編入となるが、山本はこれを阻止しようと図っている。山本夫妻の仲人は四竈孝輔夫妻であった。溪口泰麿（海兵51期）は山下の女婿である。

## 年譜
- 明治16年（1883年）10月15日 - 海軍兵学校卒業（10期）。海軍少尉候補生。
- 明治19年（1886年）4月7日 - 任海軍少尉。
- 明治22年（1889年）
  - 8月28日 - 任海軍大尉。
  - 8月29日 - 砲艦「愛宕」分隊長兼航海長。
  - 8月29日 - 海軍兵学校砲術教官兼生徒分隊長。
- 明治24年（1891年）7月23日 - 軍艦「比叡」砲術長。
- 明治25年（1892年）7月12日 - スループ「海門」分隊長。
- 明治26年（1893年）6月1日 - スループ「武蔵」航海長。
- 明治27年（1894年）11月2日 - 軍艦「金剛」砲術長。
- 明治28年（1895年）7月25日 - 防護巡洋艦「秋津洲」砲術長。
- 明治29年（1896年）
  - 5月18日 - 陸軍大学校教官。
  - 10月31日 - イギリス出張。
- 明治30年（1897年）12月1日 - 任海軍少佐。
- 明治31年（1898年）6月28日 - 任海軍中佐。
- 明治36年（1903年）9月26日 - 任海軍大佐。
- 明治39年（1906年）
  - 2月2日 - 「磐手」艦長。
  - 11月22日 - 第一艦隊参謀長。
- 明治41年（1908年）
  - 8月28日 - 任海軍少将。
  - 10月8日 - 連合艦隊参謀長。
  - 12月10日 - 佐世保鎮守府参謀長。
- 明治42年（1909年）3月4日 - 海軍艦政本部第一部長。
- 明治43年（1909年）12月1日 - 海軍兵学校校長。
- 大正元年（1912年）12月1日 - 任海軍中将。
- 大正3年（1914年）3月25日 - 軍令部次長。
- 大正4年（1915年）8月10日 - 佐世保鎮守府司令長官。
- 大正6年（1917年）12月1日 - 第一艦隊司令長官（～1919年12月1日）。
- 大正7年（1918年）
  - 7月2日 - 任海軍大将。
  - 9月1日 - 連合艦隊司令長官（～10月15日）
- 大正8年（1919年）6月1日 - 連合艦隊司令長官再任（～10月28日）。
- 大正9年1920年）12月1日 - 海軍軍令部長。
- 昭和3年（1928年）
  - 7月1日 - 後備役編入。
- 昭和6年（1931年）2月18日 - 死去。

## 栄典
位階
- 1886年（明治19年）7月8日 - 正八位[7]
- 1891年（明治24年）12月16日 - 従七位[8]
- 1897年（明治30年）3月1日 - 従六位[9]
- 1898年（明治31年）9月10日 - 正六位[10]
- 1903年（明治36年）11月10日 - 従五位[11]
- 1908年（明治41年）12月11日 - 正五位[12]
- 1912年（大正元年）12月28日 - 従四位[13]
- 1915年（大正4年）12月20日 - 正四位[14]
- 1918年（大正7年）7月31日 - 従三位[15]
- 1921年（大正10年）8月20日 - 正三位[16]
- 1928年（昭和3年）9月1日 - 正二位[17]

爵位
- 1928年（昭和3年）11月10日 - 男爵[18]

勲章等
| 受章年                     | 略綬 | 勲章名                       | 備考 |
| -------------------------- | ---- | ---------------------------- | ---- |
| 1895年（明治28年）11月18日 |      | 勲六等単光旭日章             |      |
| 1895年（明治28年）11月18日 |      | 明治二十七八年従軍記章       |      |
| 1900年（明治33年）11月30日 |      | 勲五等瑞宝章                 |      |
| 1901年（明治34年）11月1日  |      | 功四級金鵄勲章               |      |
| 1901年（明治34年）11月1日  |      | 勲四等旭日小綬章             |      |
| 1902年（明治35年）5月10日  |      | 明治三十三年従軍記章         |      |
| 1906年（明治39年）4月1日   |      | 功三級金鵄勲章               |      |
| 1906年（明治39年）4月1日   |      | 勲三等旭日中綬章             |      |
| 1906年（明治39年）4月1日   |      | 明治三十七八年従軍記章       |      |
| 1909年（明治42年）4月18日  |      | 皇太子渡韓記念章             |      |
| 1914年（大正3年）11月30日  |      | 勲二等瑞宝章                 |      |
| 1915年（大正4年）11月7日   |      | 勲一等旭日大綬章             |      |
| 1915年（大正4年）11月7日   |      | 大正三四年従軍記章           |      |
| 1915年（大正4年）11月10日  |      | 大礼記念章（大正）           |      |
| 1920年（大正9年）11月1日   |      | 大正三年乃至九年戦役従軍記章 |      |
| 1928年（昭和3年）5月10日   |      | 旭日桐花大綬章               |      |

外国勲章佩用允許
| 受章年                    | 国籍           | 略綬 | 勲章名                           | 備考 |
| ------------------------- | -------------- | ---- | -------------------------------- | ---- |
| 1918年（大正7年）8月3日   | イギリス帝国   |      | バス第二等勲章                   |      |
| 1924年（大正13年）10月8日 | フランス共和国 |      | レジオンドヌール勲章グランクロワ |      |